# Smochin
Smochinul (Ficus carica) este un arbore sau un arbust din familia Moraceae, una din numeroasele specii ale genului Ficus. Originar din Asia sud-occidentală,smochinul  crește sub formă sălbatică și în zona Mării Mediterane.

## Caracteristici
De mărime medie, crește până la înălțimi de 7-10 metri, uneori chiar mai mare, pretențios la calitățile terenului, creșterea lui este lentă. Frunzele sunt căzătoare, de 12–25 cm lungime și 10–18 cm lățime, foarte lobulate, formate din 3–5 lobi, scoarța este netedă și de culoare gri.
Aceasră plantă produce fructe de formă conică. Smochinii cresc sălbatic pe terenuri stâncoase și ziduri,unde alte plante dificil pot să crească. Creșterea rădăcinilor saleproduce mișcarea solului unde sunt situate. Smochinul produce un latex iritant (suc lăptos).
Unii smochini sunt reflorescenți, produc două recolte anual, una în primăvară și alta la sfârșitul verii.

### Tipuri
Smochinii sunt de 3 feluri: smochini polenizați de viespea Blastophaga, cei de San Pietro (prima recoltă se face fără polenizare, iar a doua necesită polenizare de către viespea Blastophaga) și smochinii dioici — smochini care fac fructe fără polenizare.
Smochinii fac uneori chiar 3 recolte pe an. Pot trăi până la vârsta de 80 de ani.

## Istorie și specii cultivate
Fructele smochinului sunt clasificate după varietăți și anotimpuri: smochine albe, smochine regină, smochine negre și de primăvară. Smochinul a fost printre primele plante cultivate de om. Un articol în revista Science descrie descoperirea a nouă smochini fosilizați, datați în jurul anilor 9400-9200 î.Hr., în așezarea neolitică Gilgal 7 I, în Valea Iordanului. Datorită faptului că smochinii sunt de tipul partenocarpio, fac parte din speciile domestice.
Descoperirea așază domesticirea smochinului înaintea grâului, orzului și legumelor, ceea ce poate fi primul caz cunoscut din agricultură.
Pe măsură ce migrația umană s-a extins, omul a transportat arborele în afara ariei sale naturale, reprezentând o importantă sursă alimentară.

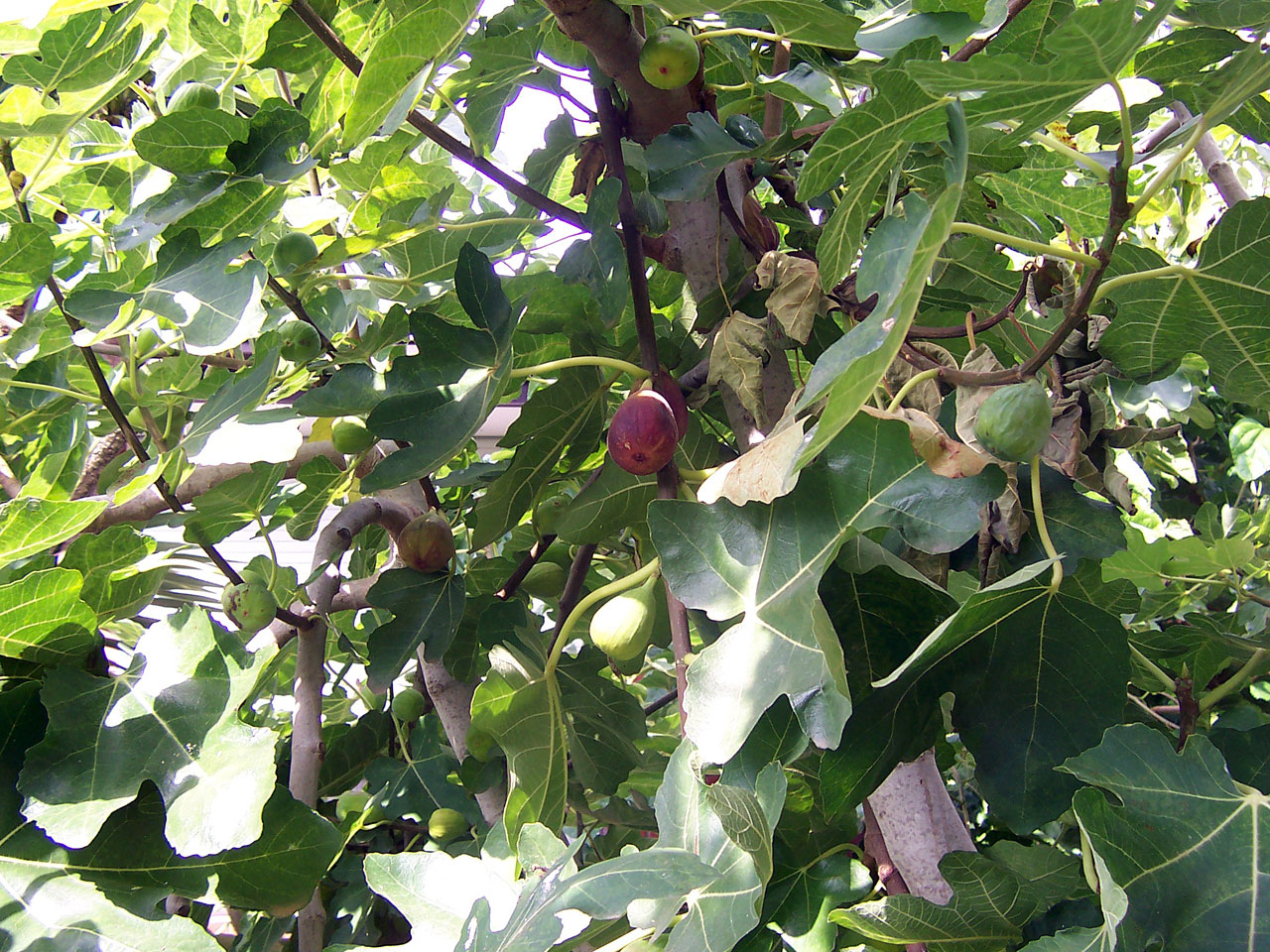
Fructe de smochin

În funcție de specie,fructele pot avea culori diferite: neagră, roșie, galbenă, mov,verde și maro.
În România, cele mai recomandate soiuri sunt cele care fac fructe roșii, galbene și verzi, deoarece acestea au timp să se coacă în România. Specia cu fructe verzi poate face 3 recolte pe an, cea cu fructe galbene 2 recolte pe an și cea cu fructe roșii 2 recolte pe an.

## Aspecte culturale ale smochinului

### În Antichitate
În mitologia greacă, zeul Apollo, însetat fiind, a trimis un corb să-i aducă, într-o cupă, apă de la râu. Văzând un smochin și ispitit de fructele acestuia, corbul se așeză în copac și a așteptat ca fructele să se coacă. Știind că întârziase mult și că va fi pedepsit pentru aceasta, corbul se gândi să recurgă la o stratagemă: luă apă în cupă și, în același timp, prinse un șarpe care se găsea pe malul râului. Întors la Apollo, îi dădu apa și folosi șarpele ca o scuză a întârzierii sale. Dând pe față minciuna corbului, furios Apollo aruncă corbul, șarpele și cupa în cer, unde acestea se transformară în constelațiile Corbul, Hidra și Cupa.
În Roma antică, smochinul era considerat un arbore sfânt pentru că, în mitul fundației, Romulus și Remus au fost alăptați de lupoaică sub un smochin.

### Smochinii în Biblie
În cartea Genezei (3:7), după căderea în păcat Adam și Eva își acoperă goliciunea cu frunze de smochin. Smochinul este amintit în Biblie și în Noul Testament, în evanghelii, cât și în Vechiul Testament, mai ales în Cântarea Cântărilor („Se pârguiesc florile în rodieri și roadele în smochini”).

### Smochinul în Coran
Unul din capitolele Coranului este numit după smochin iar fructele sunt, de asemenea, menționate de nenumărate ori, profetul Mohamed considerându-le coborâte din Paradis deoarece „(...) fructele paradisiace nu au sâmburi (...)”.

### În alte culturi
Buddha a atins iluminarea sub copacul Bodhi, un bătrân smochin sfânt (Ficus religiosa).
Smochinul indian, Ficus bengalensis, este arborele național al Indiei.

## Galerie

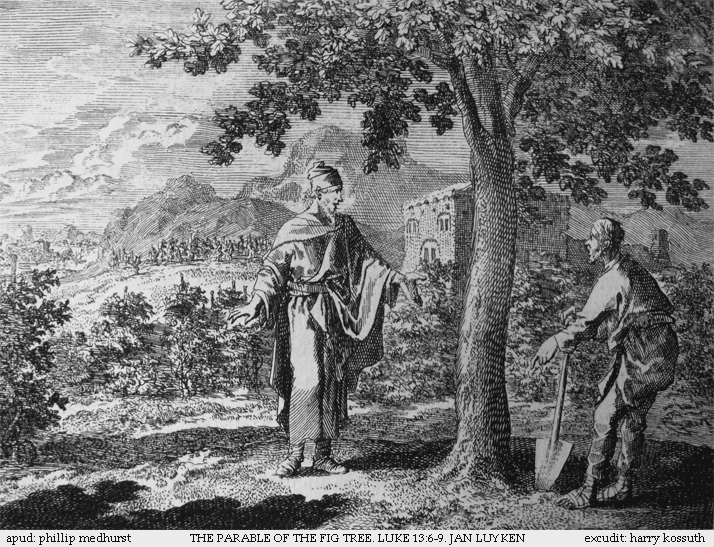
Parabola smochinului neroditor
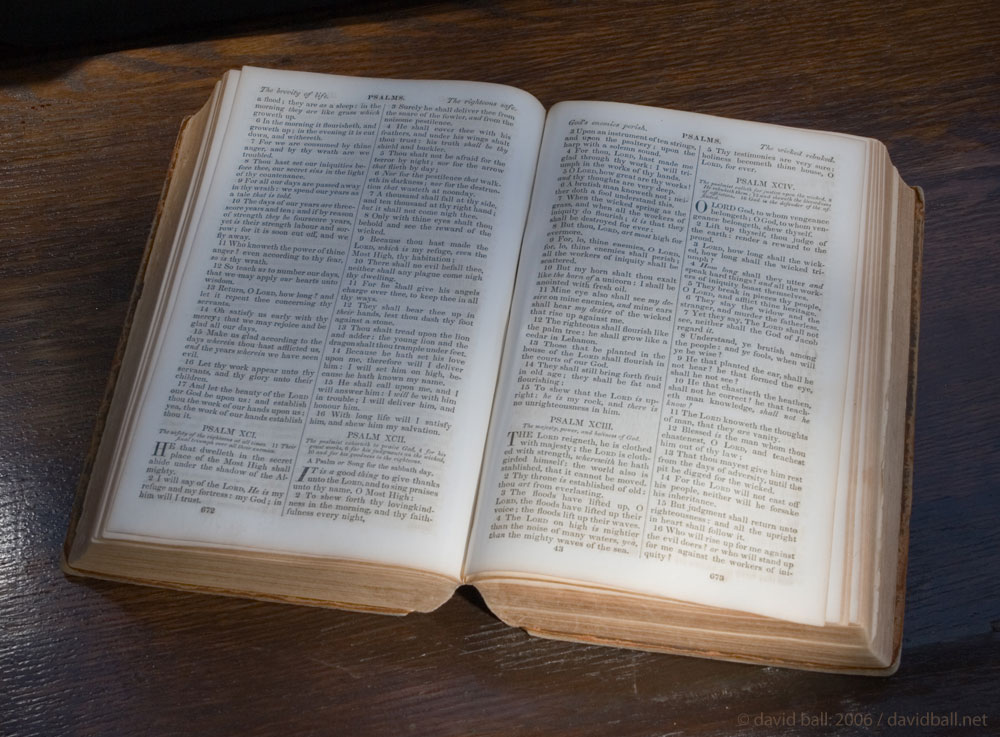
Smochini în Biblie
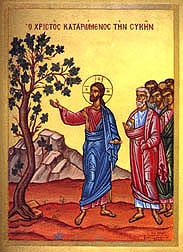
Miracolul smochinului blestemat
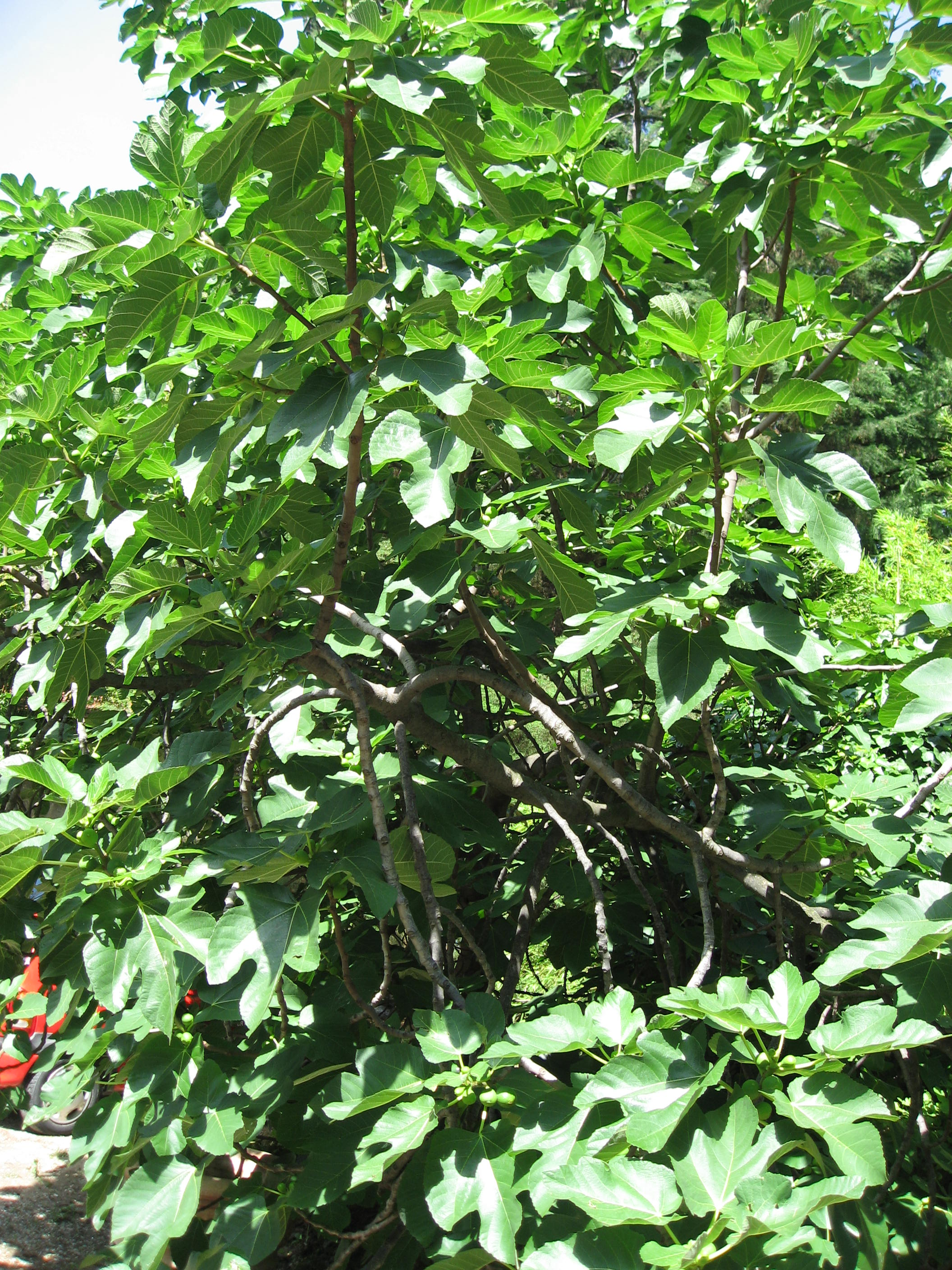
Parabola smochinului care frăgezește